# Dinostigma stenosoma
Dinostigma stenosoma är en stekelart som först beskrevs av Van Achterberg 1988.  Dinostigma stenosoma ingår i släktet Dinostigma och familjen bracksteklar. Inga underarter finns listade i Catalogue of Life.